# Liste der Gouverneure von Gansu
Dies ist die Liste der Gouverneure der chinesischen Provinz Gansu.
| Name         | Amtszeit  |
| ------------ | --------- |
| Chen Guangyi | 1983–1986 |
| Jia Zhijie   | 1986–1993 |
| Yan Haiwang  | 1993–1997 |
| Sun Ying     | 1997–1998 |
| Song Zhaosu  | 1999–2001 |
| Lu Hao       | 2001–2007 |
| Xu Shousheng | 2007–2010 |
| Liu Weiping  | 2010–2016 |
| Lin Duo      | 2016–2017 |
| Tang Renjian | 2017–2021 |
| Ren Zhenhe   | 2021–     |